# Matilda Brinck-Larsen
Matilda Brinck-Larsen, född 1972, är en svensk socialpedagog som uppmärksammats för sitt arbete för att gynna barn och ungas psykiska hälsa samt insatser för ensamkommande unga.

## Biografi
Brinck-Larsen arbetade i början av sin karriär på 1990-talet med inriktning mot psykisk ohälsa och missbruk bland barn och unga. Hon konfronterades med hur Sveriges lagstiftning kring asyl och socialtjänst drabbade ensamkommande unga vilket ledde till att hon 2017 startade frivilligorganisationen Agape. Organisationens fokus är att stödja dem som diskvalificerats från statligt och kommunalt stöd. För detta arbete var hon 2018 en av fyra nominerade till Raoul Wallenberg-priset.
Brinck-Larsen utsågs 2024 till hedersdoktor vid Samhällsvetenskapliga fakulteten vid Göteborgs universitet för bland annat sin gedigna kunskap och erfarenhet av socialt arbete med unga och marginaliserade grupper.

## Utmärkelser
- 2016 – "UEFA Grassroots Week Awards" för sina insatser som verksamhetsansvarig för Sandarna Lag C som arbetar med ensamkommande barn, med motiveringen "Matilda gör ett fantastiskt arbete med flyktingar och ensamkommande barn som via fotbollen slussas in i föreningslivet och i samhället. Hon är väl värd alla utmärkelser".[3]
- 2017 – Psynkpriset för insatser inom området psykisk hälsa, med motiveringen "Matilda Brinck Larsen har med stort hjärta startat Agape och tillsammans med andra frivilligorganisationer drivs 18 olika stationer runt om i Göteborg där unga ensamkommande som lever på gatan kan få hjälp med boende, mat, studier och trygghet".[4]
- 2018/19 – Child10 award av organisationen ChildX - Together against trafficking for commercial sexual exploitation of children.[5]
- 2024 – Hedersdoktor vid Samhällsvetenskapliga fakulteten vid Göteborgs Universitet, med motiveringen ”Matilda Brinck Larsens arbete med marginaliserade gruppers rättigheter har fått stort genomslag och bidragit till att de ungas situation uppmärksammats. Hon arbetade i flera år som chef för boenden för ensamkommande barn och unga och startade fotbollslaget ”Sandarna Lag C”, för att hitta ett meningsfullt sammanhang för unga ensamkommande. Brinck Larsen har också startat frivilligorganisationen Agape, som är inriktad på stöd till ensamkommande unga som diskvalificerats från statligt och kommunalt stöd. Hon medverkar redan idag på flera kurser samt i forskningsprojekt vid Institutionen för socialt arbete. Hennes gedigna kunskap och erfarenhet av socialt arbete med unga och marginaliserade grupper ger ett unikt bidrag till såväl utbildning som forskning vid Göteborgs universitet.”[1]